# زانتین اکسیداز
آنزیم زانتین اکسیداز(به انگلیسی: Xanthine oxidase) که آن را به طور مخفف با XO و در بعضی مواقع با XAO نشان می‌دهند شکلی از زانتین اکسیدو رداکتاز می‌باشد.

## ساختار پروتئینی
این پروتئین بزرگ دارای وزن مولکولی 160KDa می‌باشد. نقطه ایزوالکتریک زانتین اکسیداز ۴، pH optimum آن ۷ تا ۵/۷ و دمای اپتیمم ۵۵ درجه سانتی گراد می‌باشد
اتم‌های مولیبیدن، کوفاکتورهای مولیدوپترین را تشکیل می‌دهند و بخش فعال یا همان Active site آنزیم هستند. اتم‌های آهن بخشی از کلاستر ferredoxine iron-sulfur هستند و در واکنش‌های انتقال الکترون دخالت دارند.
همانگونه که در ساختار کریستالی مشاهده می‌شود در آن هر دو شکل آلفا و بتا وجود دارد.

## واکنش‌ها
واکنش‌های شیمیایی کاتالیز شده توسط زانتین اکسیداز به شرح ذیل می‌باشد:
Hypoxanthine + H2O + O2 ↔ xanthine + H2O2
Xanthine + H2O + O2 ↔ uric acid + H2O2
این کاتالیزور هیپوزانتین را به زانتین اکسایش می‌دهد و مقدار اضافی آن زانتین را به اوریک اسید اکسایش می‌دهد؛ بنابراین هیپوزانتین به عنوان سوبسترا در مرحله اول می‌باشد اما سوبسترای اصلی واکنش زانتین است.
افزایش اسید اوریک در خون می‌تواند موجب بیماری نقرس شود. این بیماری که به آن بیماری پولدارها می‌گویند به دلیل مصرف زیاد گوشت قرمز ایجاد می‌شود و درد شدیدی در ناحیه مفصل انگشت شصت پا به همراه دارد.

هیپوگزانتین (one oxygen atom)
گزانتین (two oxygens)
اسیداوریک (three oxygens)

## اکتیو سایت
در ساختار اکتیو سایت زانیتن اکسیداز، گلوتامات ۱۲۶۱ و ۸۰۲ و همچنین آرژنین ۸۸۰ و تریونین ۱۰۱۰ وجود دارد.
اکتیو سایت زانتین اکسیداز از چهار بخش اصلی: یک مرکز مولیبیدن، یک جفت کلاستر 2Fe-2s و یک FAD تشکیل شده است.

## مهارکننده
برخی داروها از جمله آلوپورینول مهارکننده این آنزیم هستند.